# 1900 في الجزائر
الأحداث من عام 1900 في الجزائر.

## الحكم
- .الإحتلال الفرنسي

## الأحداث
- 19 ديسمبر – استقلالية ميزانية الجزائر عن فرنسا، يسيرها المجلس المالي الذي انشأ سنة 1889م، تحت وصاية الحاكم العام.[1][2][3]

- تأسيس حركة الشبان الجزائريين في تونس.[4]

## المواليد
- 2 يونيو – الفضيل الورتيلاني – من أعلام الجزائر. ومن أعلام جماعة الإخوان المسلمين.– (توفي في 1959

- مصطفى بن أحمد بن يلس التلمساني–شاعر ولد في مدينة تلمسان – توفي في الجزائر (العاصمة) 1963.
- مسعودي عطية – إمام وفقيه مالكي من ولاية الجلفة –توفي في 27 سبتمبر1989م.
- 20 مارس – جورج هيلبرت (بالفرنسية: Georges Hilbert) –نحات فرنسي – وتوفي في 6 سبتمبر 1982.